# Czujunczi-Nikołajewka
Czujunczi-Nikołajewka (ros. Чуюнчи-Николаевка, baszk. Суйынсы-Николаевка) – wieś (ros. село, trb. sieło) w Baszkirii w rejonie dawlekanowskim. 1 stycznia 2009 r. wieś zamieszkiwało 555 osób, z których 97% stanowili Czuwasze.